# Robert Harrison (dirigente deportivo)
Robert Alexis Luis Harrison Paleari (27 de agosto de 1973) es un empresario paraguayo y ejecutivo del fútbol de ese país, presidente de la Asociación Paraguaya de Fútbol (APF) desde abril de 2016.

## Carrera como ejecutivo de fútbol
Entre 1998 y 2007, Harrison fue miembro del Departamento de Equipos Juveniles de la APF.
En el año 2000 ingresó a la directiva del Club Nacional y de 2002 a 2004 ocupó el cargo de segundo vicepresidente. Posteriormente pasó a ser vicepresidente primero y, en 2006, fue elegido presidente del equipo de fútbol.  
Durante la presidencia de Harrison, Nacional resultó campeón del Torneo Clausura 2009 luego de 63 años sin obtener títulos en primera división. Nacional también ganó el Torneo Apertura 2011 y el Torneo Apertura 2013.  En 2014, el equipo obtuvo el segundo lugar en la Copa Libertadores, su mayor triunfo internacional hasta la fecha.
En 2015 ingresó al comité ejecutivo de la Asociación Paraguaya de Fútbol. Fue elegido presidente de la APF en 2016 tras vencer a Federico Acosta, presidente del Club Guaraní. Reemplazó a Ramón González Daher, quien ocupaba la presidencia de la Asociación de manera interina desde enero tras la renuncia de Alejandro Domínguez, quien fue elegido presidente de la CONMEBOL. En 2017 fue reelegido para un mandato de cinco años que finalizaría en 2022.
Bajo su gestión se crearon dos nuevos torneos, la Copa Paraguay en 2018 y la Supercopa Paraguay en 2019.
En 2019, Harrison encabezó el comité organizador de la Copa Mundial de Beach Soccer de la FIFA, que se llevó a cabo en Paraguay en el Estadio Mundialista Los Pynandi.
Robert Harrison es también uno de los directores del Consejo de la Conmebol y presidente de su Comisión de Competiciones por Equipos. Desde 2017 es miembro del Comité Organizador de Competiciones de la FIFA.
En agosto de 2022 Harrison representó a Paraguay y a la APF para lanzar la candidatura conjunta para que Uruguay, Paraguay, Argentina y Chile sean sede de la Copa Mundial de la FIFA 2030.
En 2023 fue reelegido para un segundo período como presidente de la Asociación Paraguaya de Fútbol.
En 2024 bajo su gestión la Liga Femenina de Fútbol comenzó a ser llamada oficialmente Campeonato Anual FEM, y creó nuevos torneos de fútbol femenino: la Copa EFE, la Copa Paraguay FEM y la Supercopa FEM.

## Vida personal y carrera profesional
Harrison es egresado del tradicional Colegio Goethe y licenciado en Ciencias Contables y Administración de Empresas de la Universidad de Columbia del Paraguay. Es accionista y directivo de empresas del sector farmacéutico y sanitario y también de diseño gráfico.  
Harrison es hijo del notario Óscar Harrison, expresidente de la Asociación Paraguaya de Fútbol, y María Eugenia Paleariy nieto del coronel Sampson Harrison, quien jugó un papel importante durante la Guerra del Chacoy también fue presidente de la APF.  Está casado con Patricia Campos y tienen cuatro hijos.